# Simulium melanocephalum
Simulium melanocephalum är en tvåvingeart som beskrevs av Gouteux 1978. Simulium melanocephalum ingår i släktet Simulium och familjen knott.
Artens utbredningsområde är Kongo. Inga underarter finns listade i Catalogue of Life.